# Daniel Molina
Daniel Oscar Molina (Buenos Aires, 28 de noviembre de 1953) es un escritor y crítico de arte argentino, ganador del Premio Konex 2007 y licenciado en Letras con diploma de honor de la UBA. Integró, entre 1993 y 2003, el equipo de edición del suplemento cultural del diario Clarín.
También suele escribir artículos en diversos diarios, entre los más destacados La Nación, Clarín, Perfil y Página/12.
Es director general de las áreas de Letras y Cultura Web en el Centro Cultural Rojas.

## Biografía
Entre 1967 y 1971 cursó el bachillerato en Letras en el Colegio Nacional Nicolás Avellaneda. Quedó huérfano de padre a los 9 años; su madre falleció a principios de los años ochenta, mientras Daniel estaba en prisión.
En 1972, durante la dictadura de Lanusse formó parte de un grupo de estudiantes de la carrera de Arquitectura en la Universidad de Buenos Aires, que se sabían homosexuales para contactarnos con el Frente de Liberación Homosexual (FLH).
A los 20 años, el 23 de noviembre de 1974, lo llevaron detenido por formar parte de la estructura política del PRT-ERP mientras hacía el servicio militar, junto a otros siete compañeros, permaneciendo detenido durante casi diez años cuando fue declarado inocente.
Las primeras dos semanas fue víctima de torturas como la privación del sueño, la obligación de estar de pie, descargas eléctricas y amenazas de fusilamiento por parte de integrantes de la Policía Militar. Luego fue trasladado al penal de Magdalena, lugar en el cual permaneció durante seis años, tratando de sobrellevar el aislamiento y los maltratos, tanto de los carceleros como de sus compañeros, debido a su homosexualidad. En mayo de 1981 fue trasladado al penal de Caseros, en donde su estadía fue calificada por el propio Daniel como "atroz": tuvo que tolerar música fuerte, luces fuertes encendidas incluso de noche y ser sedado con drogas psiquiátricas. La única visita que recibió durante su reclusión fue la de su tío. Más tarde fue trasladado hacia La Plata, Devoto y finalmente Rawson.
Representado por el abogado y activista de derechos humanos, Augusto Conte Mac Donell, logró que su causa llegara  a la Corte Suprema dónde fue declarado inocente. Recobró la libertad el 3 de diciembre de 1983.
A partir del año 1984, estudió la carrera de Letras en la Universidad de Buenos Aires. Se recibió en 1990 con un promedio de 9/10, por lo cual fue distinguido con el diploma de honor de la UBA. Durante sus años de estudiante fue secretario de redacción en las revistas El Porteño, Crisis y Fin de Siglo, además de coordinador del programa de difusión de literatura argentina en la Dirección del Libro (Secretaría de Cultura de la Nación) y director adjunto del área Letras del Centro Cultural Rojas. Fue además consultor sobre cultura y medios de comunicación en América Latina para la Cancillería Argentina. En 2023 fue panelista de Duro de domar en C5N. En 2025 es panelista de Indomables en C5N.

## Publicaciones
- Autoayuda para snobs (2017)

## Premios y distinciones
- Premio Konex 2007: Literaria - Diploma al Mérito.[7]
- Jurado Premios Konex 2014: Letras.[8]